# The Sentiments
The Sentiments ist eine deutsche Punkrock-Band aus Westerkappeln. Die Band wird dem Genre Punkrock, Pop-Punk und in den Anfangstagen auch dem Powerpop zugeordnet.

## Geschichte
The Sentiments wurden 1995, als Nachfolgeband von Strange Sentiment die 1989 gegründet wurden, ins Leben gerufen. Inspiriert wurden sie von Bands wie den Ramones, Trio, Parasites, Devil Dogs oder Del Shannon. Sie selber nennen ihren Sound "Red Star Punkrock Guerilla". Seit 2010 spielen sie in der Besetzung Paul (Gesang, Gründungsmitglied seit 1989), Carlos (Schlagzeug, Gründungsmitglied seit 1989), Martin (Gitarre), Gregor Sentiment war von 1993 bis 2010 der Bassmann, Mirco (Gitarre) und Yves (Bass). Paul, Carlos, Mirco und Yves spielten auch von 2005 bis 2009 in der deutschen Scum-Punk-Band Memphis Creeps. The Sentiments gehören zu den ältesten Bands des europäischen Pop-Punk.

## Produktionen
Sie veröffentlichten eine CD und eine Vinylplatte. The Sentiments sind in den Jahren durch zahlreiche europäische Länder getourt und haben diverse Tonträger auf CD und Kassette veröffentlicht.

## Diskographie (Auszug)
- 1997: Mary Mint
- 1999: She Talks To The Moon
- 1999: Bubblegum Girl[2]
- 2003: The Sentiments
- 2013: When you are here[3]